# Simoliophis
Il simoliofide (gen. Simoliophis) è un serpente estinto, vissuto all'inizio del Cretaceo superiore (circa 100 milioni di anni fa). I suoi resti sono stati ritrovati in Europa (Francia, Portogallo) e Nordafrica (Libia, Egitto, Marocco).

## Descrizione
Questo animale, conosciuto solo in modo imperfetto tramite numerose vertebre fossili, deve essere stato un serpente particolarmente primitivo ma già specializzato. Le vertebre e le costole, infatti, denotano un particolare ispessimento, noto come pachiostosi, che spesso caratterizza gli animali acquatici. È possibile, quindi, che il simoliofide fosse un serpente marino e che i primi serpenti si siano evoluti da lucertole con abitudini acquatiche.

## Specie
Di questo animale si conoscono due specie: una europea (Simoliophis rochebrunei) e una africana (S. libycus), distinte per particolari delle vertebre. Altre specie non ancora descritte provengono dall'oasi di Baharija in Egitto e dal deposito di Kem Kem in Marocco. Simoliophis presenta notevoli somiglianze con Eupodophis, un serpente del Cretaceo superiore del Libano dotato di zampe; non è chiaro se anche il simoliofide possedesse zampe vestigiali.